# فرانچسکا د ساپیو
فرانچسکا دِ ساپیو (ایتالیایی: Francesca De Sapio؛ زادهٔ ۱۶ اوت ۱۹۴۵) یک هنرپیشه اهل ایتالیا است.
از فیلم‌ها یا برنامه‌های تلویزیونی که وی در آن نقش داشته‌است می‌توان به پدرخوانده: قسمت دوم، بای‌بای میمون، فراری، تترو، با هم؟ و سیلاب بهاری اشاره کرد.